# Dragan Cankov
Dragan Kirjakov Cankov (Драган Киряков Цанков) (9. listopad 1828 – 24. březen 1911) byl bulharský politik a první tamější předseda vlády za Liberální stranu.

## Biografie
Narodil se ve Svištově. Původně pracoval ve veřejné správě Osmanské říše. V 50. letech 19. století proslul jako zastánce bulharské řeckokatolické církve. Jeho listy Bălgaria se v roce 1859 začaly objevovat v Cařihradu a bránily tyto jeho náboženské postoje. Byly financován z Francie. Listy Bălgaria reagovaly na neutěšenou situaci v rámci postoje kruhů vyššího pravoslavného duchovenstva k bulharskému národnímu obrození. Proto noviny prosazovaly názor, že unie s Římem je pro Bulharsko jediným řešením. Cankov, vychovávaný jezuitským školstvím, skutečně pomáhal formovat uniatskou církev v Bulharsku v roce 1861
Později se více přidružil k protiosmanské opozice a hnutí usilujícímu o nezávislost. Cankov byl původně proti organizaci Dubnového povstání, ale brzy změnil názor a začal se aktivně zapojovat do snah o získání nezávislosti. Sloužil jako zástupce Najdena Gerova ve svištovské gubernii během krátkého období ruské správy Bulharska.Jako vedoucí postava úsilí o získání nezávislosti se stal respektovanou osobností, šířící hlas umírněného liberalismu – po roce 1879 byl připraven spolupracovat s konzervativci.
Po několika neúspěšných pokusech utvořit menšinovými konzervativci vedenou vládu, byl Cankov jmenován předsedou vlády 7. dubna 1880 s plány na široké spektrum reforem. Jeho nové reformy, které zahrnovaly založení milicí, omezení práv muslimů a pokusy omezit moc bulharské pravoslavné církve, vyděsily Alexandra Battenberga, který se obávala možnosti liberalistické revoluce. Následovala řada omylů a chyb v zahraniční politice, včetně vztahů s Rakouskem-Uherskem, (z velké části zapříčiněná nedostatkem komunikace mezi Cankovem a knížetem), a tak byl donucen rezignovat na funkci, ještě než skončil rok.
Ač byl původně tolerantní a bez předsudků k vojenskému převratu v roce 1881, nakonec svolal své straníky, aby čelili novému systému všemi legálními prostředky, důsledkem čehož byl držen v domácím vězení. Nicméně, selhání vojenského režimu donutilo Alexandra obnovit občanskou vládu a vrátit Cankova do funkce předsedy vlády dne 19. září 1883 v čele koaliční vlády. Cankovova druhá vláda byla považována spíše za přechodnou a během ní se také rozdělila liberální strana, přičemž Petko Karavelov zaznamenal velký nárůst popularity. Nakonec byl Cankov z funkce propuštěn a nahrazen Karavelovem v roce 1884.
Po svém odstranění z úřadu se Cankov odtrhl a utvořil svou vlastní stranu, progresivní liberály. Ač se tato skupina nedostala do vlády až do roku 1902, kdy se dostal k moci Stojan Danev, Cankov zůstal důležitou postavou bulharské politické scény a stálým hlasem podpory pro bližší vztahy s Ruskem až do své smrti.